# Massacro della Lena

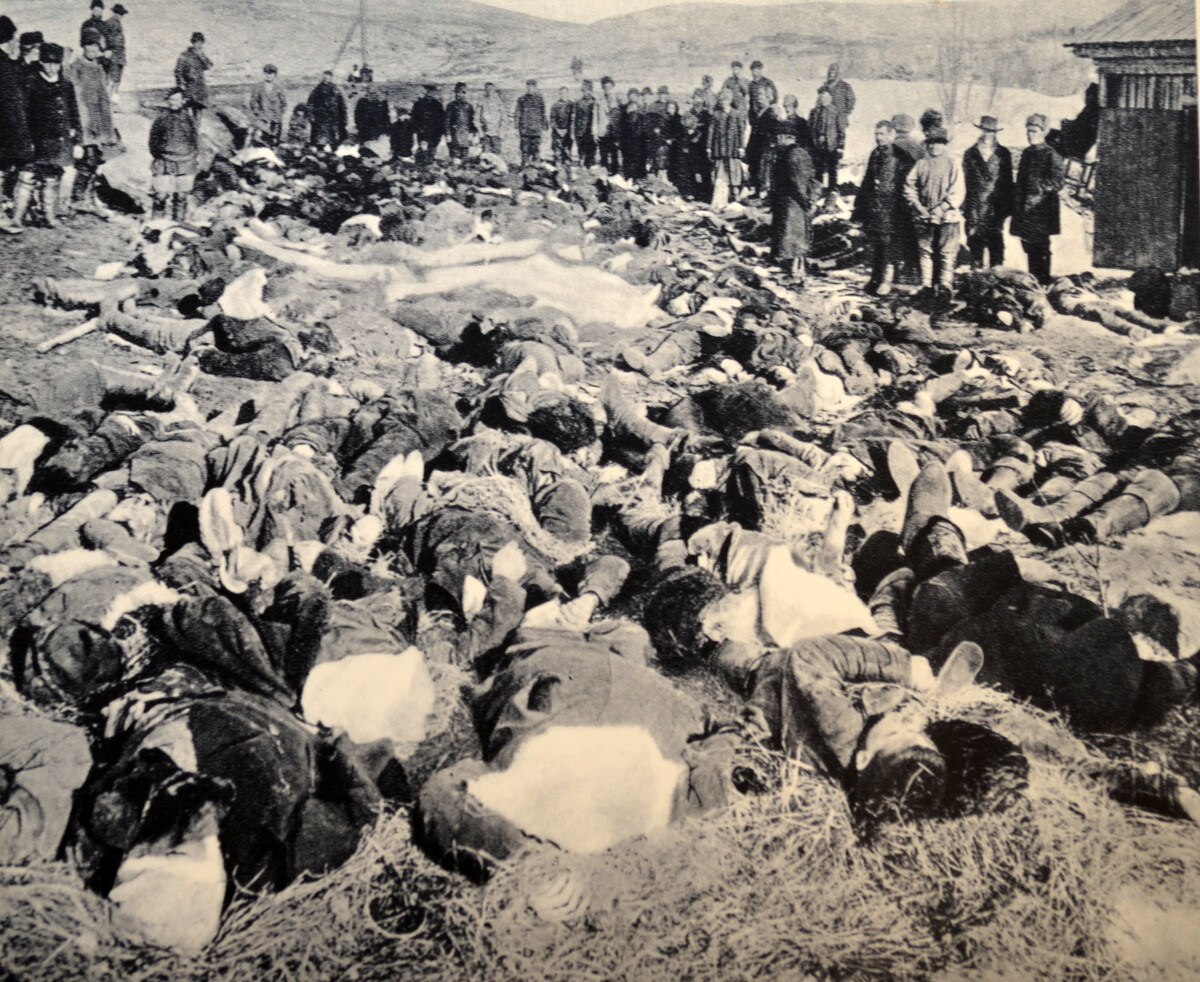
Dopo il massacro.

L'espressione massacro della Lena (in russo: Ленский расстрел, trasl.:Lenskij rasstrel) si riferisce all'uccisione da parte dall'esercito zarista di parecchie centinaia di lavoratori delle miniere d'oro di Bodajbo, città e centro minerario posto sul fiume Vitim nel bacino della Lena; il fatto ebbe luogo il 17 aprile del 1912.

## I fatti
I lavoratori erano impiegati dalla compagnia Lenzoloto (da zoloto, in russo oro), proprietaria di numerose miniere d'oro nell'intera zona (che veniva chiamata distretto dell'oro della Lena), che portavano ingenti profitti valutati, in quegli anni, intorno ai sette milioni di rubli all'anno. Le condizioni in cui essi operavano erano molto dure, con turni di lavoro lunghissimi, paghe basse e incidenti molto frequenti dovuti alla mancanza di misure di sicurezza; a ciò si aggiungeva l'infima qualità del cibo servito dalla compagnia negli spacci del villaggio, ai quali dovevano per forza di cose servirsi gli operai.
Tale stato di cose portò i minatori esasperati ad intraprendere una serie di azioni volte al danneggiamento della compagnia. Scioperi spontanei iniziarono il 29 febbraio di quell'anno, da parte di alcune centinaia di lavoratori del campo di Andreevskij; a questi si aggiunsero, entro la metà di marzo, altri 6.000 operai di campi vicini, che portarono all'arresto la produzione della compagnia. Gli scioperanti costituirono un comitato con l'obiettivo di negoziare con i proprietari della Lenzoloto migliori condizioni di lavoro e di salario.
La compagnia Lenzoloto sembrò dapprima intenzionata a negoziare con gli scioperanti, ma il 22 marzo le trattative si arrestarono e vennero inviate truppe provenienti dalla vicina città di Kirensk. Entro l'alba del 17 aprile ogni attività del comitato venne sospesa; in risposta, venne subito organizzata una marcia, alla quale presero parte circa 2.500 lavoratori. Le truppe, al comando di un ufficiale della gendarmeria, aprirono il fuoco sui dimostranti nei pressi del campo di Nadeždinskij, lasciando sul terreno circa 500 fra morti e feriti (i giornali riportarono, per la precisione, 270 morti e 250 feriti).

## Le reazioni
La notizia del massacro si diffuse con rapidità nell'intera Russia, portando a numerose agitazioni ed astensioni dal lavoro dei dipendenti di fabbriche di Mosca, di San Pietroburgo e di altri importanti centri industriali del Paese.
La tragicità dell'evento ebbe come risultato una "ricompattazione" della classe operaia russa: nonostante negli anni immediatamente precedenti all'avvenimento si fosse osservata una consistente diminuzione del numero degli scioperi in Russia, in breve tempo i movimenti di protesta arrivarono a coinvolgere 300.000 lavoratori nelle manifestazioni che ebbero luogo il 1º maggio di quell'anno.
Le agitazioni a Bodajbo continuarono fino al 12 agosto, quando si arrese e lasciò il campo l'ultimo lavoratore; in totale, abbandonarono la città e il loro impiego circa 9.000 operai con le loro famiglie.